# ورکوکاپا
ورکوکاپا (انگلیسی: Verkkokauppa) شرکت الکترونیک فنلاندی است، که در سال ۱۹۹۲ تأسیس شد.